# Orden de la Amistad (Uzbekistán)
La Orden de la Amistad (en uzbeko: Doʻstlik ordeni) es una condecoración estatal de la República de Uzbekistán. Fue establecida por iniciativa del entonces presidente Islom Karimov en la sesión de la Asamblea Suprema de Uzbekistán (parlamento) celebrada los días 5 y 6 de mayo de 1994. Se otorga a personas por sus logros en el fortalecimiento de la amistad, la hermandad y el consentimiento mutuo entre representantes de todas las naciones y nacionalidades y por su contribución al desarrollo de la amistad y la cooperación entre los pueblos de Uzbekistán.

## Criterios de concesión
La Orden de la Amistad se otorga a los ciudadanos de la República de Uzbekistán por sus grandes logros en el fortalecimiento de la amistad, el entendimiento mutuo y la armonía entre los representantes de todas las naciones y nacionalidades que habitan en Uzbekistán, el desarrollo de la amistad y la cooperación integral entre el pueblo de Uzbekistán y los pueblos de otros países. La Orden también se puede otorgar a personas que no sean ciudadanos de Uzbekistán.
La persona encargada de entregar la condecoración es el presidente de Uzbekistán. El decreto de concesión de la orden se debe publicar en la prensa y en otros medios de comunicación. La concesión del presidente de la república de la Orden la debe aprobar el Oliy Majlis (la Asamblea Suprema de Uzbekistán).
Aunque es el presidente de la república la persona encargada de entregar la condecoración y el parlamento el organismo encargado de aprobar su  concesión. La propuesta para entregar la orden la pueden realizar las siguientes personas y organismos:
- El Gabinete de Ministros de Uzbekistán
- El presidente del Tribunal Constitucional
- El presidente del Tribunal Supremo
- El presidente del Tribunal Económico Supremo
- El fiscal general de la República de Uzbekistán,
- El presidente del Jokargy Kenes (parlamento) de la República autónoma de Karakalpakia,
- Los khokims (gobernadores) de las provincias autónomas en que se divide Uzbekistán y de la ciudad de Taskent
- Así como los jefes de ministerios, comités y departamentos estatales y las asociaciones públicas representadas por sus órganos republicanos.

La entrega de la orden y de su correspondiente documento de adjudicación se lleva a cabo, en un ambiente de solemnidad y amplia publicidad, por parte del presidente de la República o en su nombre por el presidente de la Cámara Legislativa del Oliy Majlis, el presidente del Senado o el primer ministro.
Las personas galardonadas con la orden reciben una recompensa monetaria única consistente en un monto de treinta veces el salario mínimo, así mismo gozan de una serie de beneficios establecidos por ley.
La Orden de la Amistad se lleva en el lado izquierdo del pecho. En el caso en que la orden se conceda a título póstumo la insignia, el documento de concesión y la recompensa monetaria única se otorgan a la familia del destinatario.

## Descripción
La Orden de la Amistad está hecha de tombac recubierta de oro de 1 micra de espesor y tiene forma de una estrella doble de ocho puntas superpuestas entre sí. El espacio entre las estrellas más grandes y las más pequeñas está lleno de esmalte azul. Entre las esquinas de la estrella hay rayos de rayos dorados divergentes, cuyos extremos están redondeados. La distancia entre los extremos opuestos de la estrella más grande es de 47 mm, la distancia entre los extremos opuestos de la estrella más pequeña es de 41 mm.
En el reverso en el centro de la orden, en un círculo de 12 milímetros de diámetro, sobre un fondo blanco plateado, se representan dos manos doradas que realizan un apretón de manos simbólico. Alrededor, sobre un fondo de esmalte azul, hay doce estrellas plateadas, que simbolizan las doce virtudes humanas. El diámetro del círculo en el plano en el que se encuentran las estrellas es de 24 milímetros. Alrededor de toda la imagen hay un borde, en la parte superior, en esmalte rojo se puede observar la inscripción «DOʻSTLIK» («Amistad»), y en la parte inferior varias ramas de laurel doradas entrelazadas entre sí. El diámetro del bisel es de 33 mm. El reverso es liso (dorado) y lleva el número de serie del premio grabado en la parte inferior en letras cóncavas de 1 mm de tamaño.
La medalla está conectada con un ojal y un anillo a un bloque pentagonal cubierto con una cinta muaré de seda de colores azul, verde, amarillo, rojo, con el mismo ancho de franjas de colores y espacios blancos entre ellos.

## Galardonados
- Xi Jinping, presidente de la República Popular China (15 de septiembre de 2022).[4]